# 天榮站

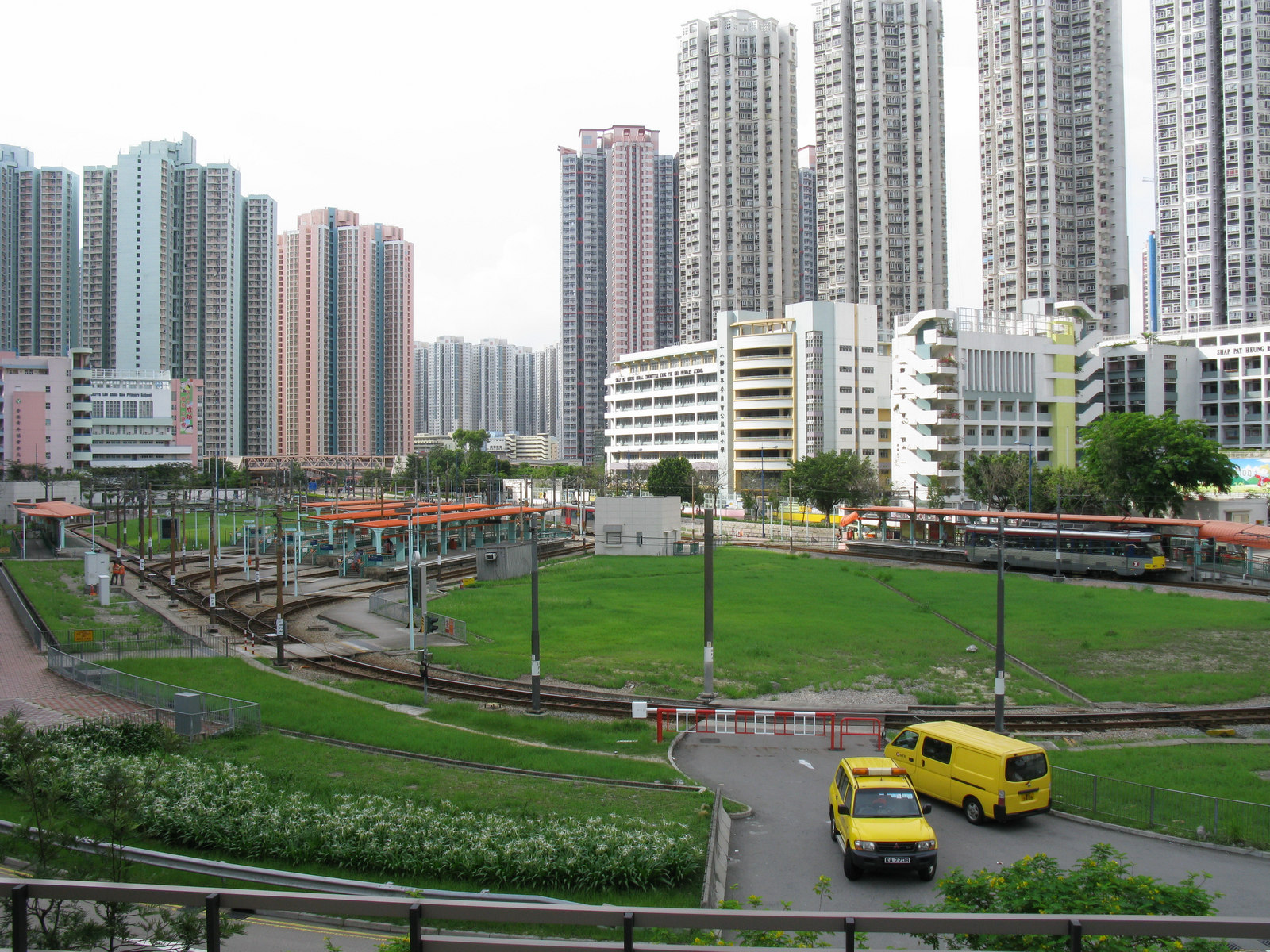
俯視天榮站月台（2009年）

天榮站（英語：Tin Wing Stop）是香港輕鐵的一個車站。車站編號是500，屬於單程車票第4收費區。此站名稱來自鄰近的天榮路。

## 車站結構

### 月台分佈
| 地面                                                   | 出口 | 天水圍市中心公共運輸交匯處、栢慧豪園 |   |  |
| 地面                                                   | 月台 | \| 側式 · 重建中（目前作為通道開放） \| \| \| \| \| \| \| \| 輕鐵路軌重建中 \| 1 \| \| \| 側式 · 重建中（原720綫月台） \| \| \| \| \| \| \| \| 輕鐵路軌重建中 \| 2 \| \| \| 側式 · 重建中（原721、761綫月台） \| \| \| \| \| \| \| \| 輕鐵路軌重建中 \| 3 \| \| \| 側式 · 重建中（原751、751P綫往天逸方向月台） \| \| \| \| \| \| \| \| 輕鐵路軌重建中 \| 4 \| \| \| 側式 · 重建中（原705綫天水圍循環綫（往天悦方向）月台） \| \| \| \| \| \| \| \| 輕鐵路軌重建中 \| 5 \| \| \| 側式 · 開左邊车门 \| \| \| \| \| \| \| \| 輕鐵705綫天水圍循環綫（天悅） 輕鐵751綫往天逸（翠湖） 輕鐵751P綫往天逸（翠湖） \| 7 \| \| \| \| 6 \| 輕鐵706綫天水圍循環綫（銀座） 輕鐵751綫往友愛（銀座） 輕鐵751P綫往天水圍（銀座） \| \| \| \| 側式 · 開左邊车门 \| \| \| \| \| |   |  |
| 地面                                                   | 出口 | 天城路、嘉湖山莊（麗湖居） |   |  |
| 側式 · 重建中（目前作為通道開放）                      |      | |   |  |
|                                                        |      | 輕鐵路軌重建中 | 1 |  |
| 側式 · 重建中（原720綫月台）                           |      | |   |  |
|                                                        |      | 輕鐵路軌重建中 | 2 |  |
| 側式 · 重建中（原721、761綫月台）                      |      | |   |  |
|                                                        |      | 輕鐵路軌重建中 | 3 |  |
| 側式 · 重建中（原751、751P綫往天逸方向月台）           |      | |   |  |
|                                                        |      | 輕鐵路軌重建中 | 4 |  |
| 側式 · 重建中（原705綫天水圍循環綫（往天悦方向）月台） |      | |   |  |
|                                                        |      | 輕鐵路軌重建中 | 5 |  |
| 側式 · 開左邊车门                                      |      | |   |  |
|                                                        |      | 輕鐵705綫天水圍循環綫（天悅） 輕鐵751綫往天逸（翠湖） 輕鐵751P綫往天逸（翠湖） | 7 |  |
|                                                        | 6    | 輕鐵706綫天水圍循環綫（銀座） 輕鐵751綫往友愛（銀座） 輕鐵751P綫往天水圍（銀座） |   |  |
| 側式 · 開左邊车门                                      |      | |   |  |

## 歷史
於1995年啟用，為天水圍支線的第二期，啟用時命名為天水圍總站，鄰近天水圍市中心，為輕鐵720綫及721綫的總站，當時亦是天水圍預留區（現通稱「天水圍北」）支線通車前天水圍唯一的總站。
當時並沒有1號、6號和7號月台，而只有2至5號月台，2號月台是當時720綫總站月台，而3號月台是當時721綫總站月台，供列車停泊上客。而4、5號月台是專供列車停泊。
2003年天水圍第四期支線、天水圍預留區支線及九廣西鐵（現稱屯馬綫）通車，為避免與轉車站天水圍站混淆，於8月1日更名為天榮站。
同時，1號月台、6號月台和另一條調頭路軌也落成，1號月台供北行方向的特別列車調頭，與2號月台同樣是專用月台，而6號月台則用作南行月台，用作761綫的落客月台、706綫及751綫南行中途站。4及5號月台被用作751綫及705綫的北行中途站月台。由於路軌設計問題，北行列車需要轉入2至5號月台才能上落客，較為不便。3號月台維持總站月台的角色，為761綫（即已取消的761P綫特別車）的總站月台。

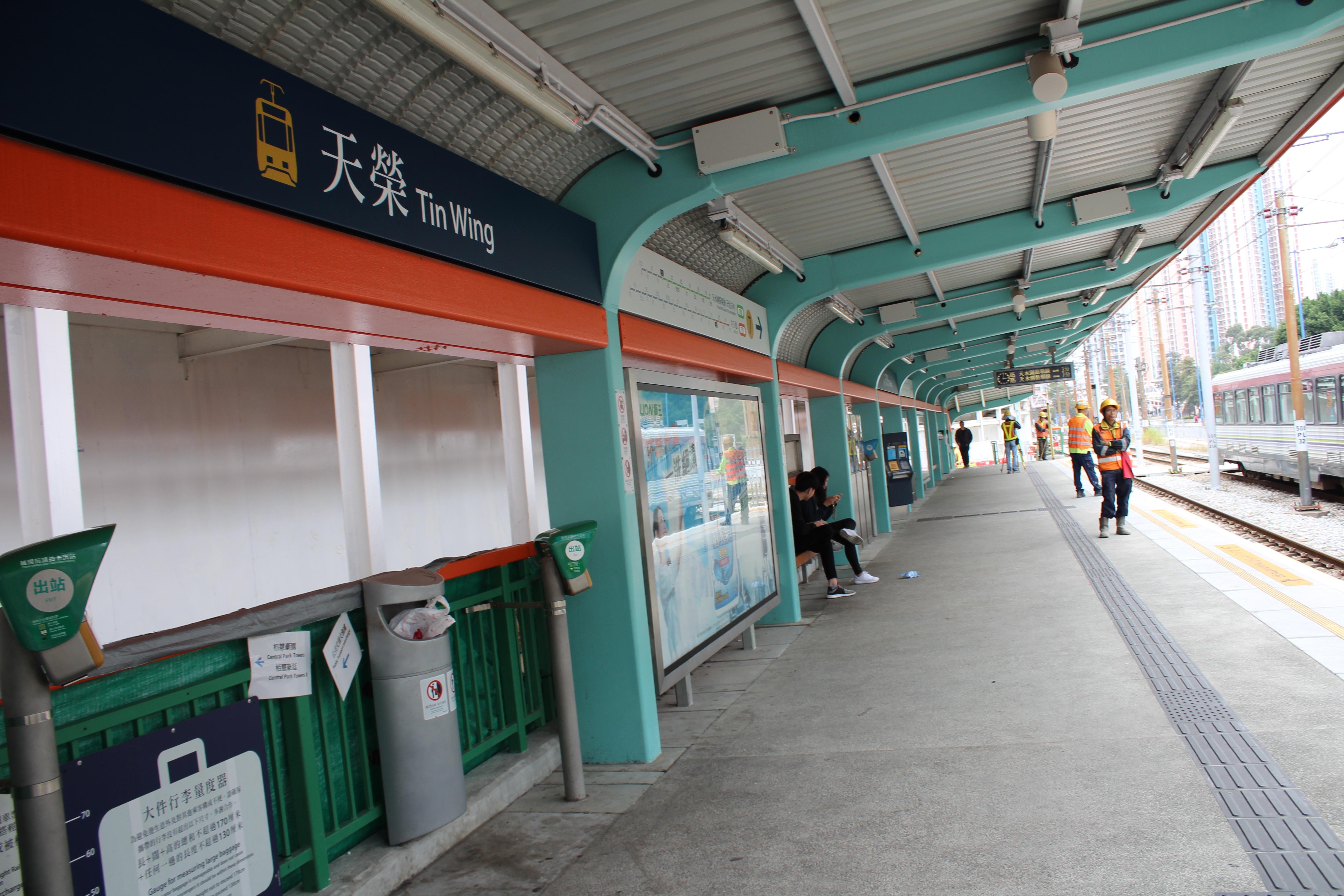
7號月台

為預備興建上蓋物業YOHO WEST的臨時車站月台興建工程於2015年6月動工，已於2017年1月8日落成啟用，現時所有輕鐵路線使用新建的臨時7號月台及現有的6號月台上落乘客，直至該屋苑落成。

## 路軌
為配合興建上蓋物業YOHO WEST，1至5號月台將會暫時停用及拆卸，為列車出現事故時，能夠在本站進行緊急掉頭，上蓋項目完成後，會重新興建1至5號月台，但為方便現時705及751綫列車行駛，故會考慮是否繼續保留7號月台。

## 未來發展及沉降問題
天榮站上蓋屋苑YOHO WEST地盤面積約19.62萬平方呎，可建樓面面積約98.23萬平方呎，其中約98萬平方呎用作興建住宅，其餘約2206平方呎用作商業用途。整個屋苑不設限呎限量條款，可興建4座、每座40層高樓宇，提供約1,500個單位。項目早於1996年由九鐵公司策劃，直至2013年才首次招標，經過三次招標後於2015年批出，原訂2021年落成。其後由於各種原因，屋苑將推遲至2024年落成。
2017年，就負責YOHO WEST項目岩土工程師於11月22日提交的報告指，輕鐵天榮站附近路軌出現24毫米沉降，即超出20毫米的上限，於同月7日停止鄰近輕鐵的部份工程，料沉降可能因打樁工程和列車運行造成的震盪導致。
有關項目的結構工程師再於2018年年4月通知屋宇署，天榮站月台又錄得34毫米的沉降，並第二度停工，暫停附近的所有工程，報告指造成沉降主因包括鑽孔機施工安排不理想、工程期間曾發生機械故障和月台地基下土質較鬆軟，並提出緩解措施如灌漿改善土質、加裝監測點等。
2018年6月29日，屋宇署再接獲港鐵通知，另一個監測點錄得天榮站月台有86毫米的沉降，較兩個月前的數據多出52毫米，發展項目於同年6月25日第三度停工，屋宇署再次檢視指月台安會無受影響。至同年7月23日，港鐵最新數據顯示月台沉降為89毫米，再較一個月前多出3毫米。屋宇署強調，月台本身結構足可承受較大及不均勻的沉降而不會構成危險。
2018年8月16日下午，此站出現架空電纜故障，列車服務一度受阻。民主黨立法會議員兼元朗區議員鄺俊宇表示，天榮站沉降幅度多達90毫米，質疑是次電纜故障導致輕鐵服務受阻，是否與沉降有關。

## 外部連結
- 港鐵公司 - 輕鐵及巴士服務 - 輕鐵街道圖 （页面存档备份，存于）
- 港鐵公司 - 輕鐵及巴士服務 - 輕鐵行車時間表 （页面存档备份，存于）
- 香港鐵路大典上的相关条目：天榮站